# 戈登·桑德森谋杀案
戈登·“戈尔迪”·埃德温·桑德森（英語：Gordon "Gordie" Edwin Sanderson），曾被称作“化粪池山姆”（英語：Septic Tank Sam）、“无名山姆”（英語：Sam Doe）及“托菲尔德无名氏”（英語：Tofield John Doe），是一名遗体被发现于加拿大艾伯塔省托菲尔德以西13公里处一座化粪池内的谋杀受害者。他的身份于2021年1月得到确定，并于六个月后公布身份信息。关于桑德森谋杀案的调查正在进行。

## 早年生活
桑德森出生于加拿大曼尼托巴省，九岁时因卷入六十年代铲除运动而被寄养。他曾染上毒瘾并与警方多次发生冲突。
1970年代，桑德森在埃德蒙顿生活，失踪前他曾计划去探望住在卡尔加里的兄弟亚瑟。

## 发现遗体
被发现时，桑德森穿着一件有纽扣的蓝色李维斯衬衫、灰色T恤、蓝色牛仔裤，以及仿造的Wallabee鞋。他腐烂的尸体裹在黄色的床单里并用尼龙绳绑着。桑德森被一对正在清理废弃的房屋的当地夫妇发现，他们在准备建一个化粪池泵时看到在他们的旧化粪池里有人类的腿。这对夫妇通知了托菲尔德皇家加拿大骑警分遣队。两名警察赶到现场打捞桑德森的尸体，他们花了一个小时使用冰淇淋桶将1.8米深的化粪池全部清空。

### 验尸
埃德蒙顿的一位法医鉴定桑德森有欧洲人血统。他的骨骼和牙齿表明他在五岁时患了一种不明疾病。他的死因是头部和胸部中了两枪，不过可能还有更多的子弹没有在他的尸体上存留下来。在死前，桑德森曾受折磨；他被殴打、捆绑、用小型丁烷喷枪和香烟焚烧，还被农具残割生殖器。由于遭受了严重的性残害，法医花了几个月的时间才确定他是男性。根据衬衫袖子上的烧痕，他可能被绑在床上折磨。桑德森死后，他身上盖满了生石灰，很可能是想加速分解。

## 调查
由于化粪池处缺乏证据，桑德森很可能是在别处被谋杀的，而化粪池只是一个抛尸地点。由于杀害方式过于残忍，杀害桑德森的凶手可能认识他。还有一种怀疑是，杀害桑德森的凶手是当地人或熟悉该地区的人。因为抛尸的地点在乡下极为偏远的位置。
桑德森被葬在埃德蒙顿公墓的无名墓地，期间被挖出两次。1979年，遗体被空运到克莱德·斯诺和贝蒂·盖特利夫那里。盖特利夫是俄克拉荷马州联邦航空管理局的法医人类学家和医学插画家，自1967年以来，他们一直在用桑德森的头骨制作3D面部合成材料。除此之外，两人还通过测量他的手来判断他是右撇子。斯诺认为桑德森是加拿大原住民，大约35岁，这与皇家骑警认为萨姆是26岁到32岁之间的高加索人種的看法相矛盾。
2000年，当时在埃德蒙顿法医办公室工作的西里尔·陈对桑德森进行了第二次挖掘和重建。

### 事后
当时托菲尔德的1200名居民被“山姆”的消息惊吓得惶惶不可终日。农民在自己的化粪池里检查是否有尸体，企业主担心杀害“山姆”的凶手可能是老主顾。许多人猜测他是由于性犯罪或在一段关系中不忠而遭到性伤害。艾德·拉默茨是帮助找到“山姆”尸体的警官之一，他已经退休。他相信“山姆”的身份永远都不会得到确认，尽管他把“山姆”牙齿的X光片寄给了艾伯塔的800名牙医，并将其刊登在牙科杂志上，为此还花了100万加元。